# Anacamptodes herse
Anacamptodes herse là một loài bướm đêm trong họ Geometridae.